# 吴世正 (物理学家)
吴世正（韓語：오세정, 1954年2月17日—）是一位韩国物理学家和政治人物。基础科学研究院首任院长，首尔大学第27任校长。

## 生平
1975年获得首尔大学物理学学士学位，1981年获得斯坦福大学博士学位。毕业后进入施乐，1984年返回韩国担任首尔大学物理学教授，1987年进入国际理论物理中心，1995年担任首尔大学自然科学学院规划研究部主任，1999年进入政界先后担任多个职位，2011年担任基础科学研究院首任院长，2014年竞选首尔大学校长，后输给成樂寅后担任国会议员，2018年再次竞选，成功担任首尔大学第27任校长。

## 荣誉
- 1997年获得韩国科学奖[4]